# 第一次バロン戦争
第一次バロン戦争（1215年 - 1217年）は、イングランド王国における内戦。ジョン王に対して、ロバート・フィッツウォルターらが率いる造反諸侯が戦った。また王太子ルイ（のちのルイ8世）が指揮するフランス軍が諸侯派を支持した。この内乱の原因は、ジョン王が1215年6月15日に調印したマグナ・カルタの承認と遵守への拒絶と、フランス王太子の野心である。また、王太子ルイは反乱諸侯らがジョン王と和解した後も戦争を長引かせた。第一次侯伯戦争ともいう。

## 背景
ジョン王は1215年6月、彼の指導力のなさや専制的な支配に耐え切れなくなった有力諸侯らによって、「諸侯の要求条項」（The Articles of the Barons）に無理やり署名させられた。そして、1215年6月15日に国璽が押された。その代わり、1215年6月19日、諸侯はジョン王に対して忠誠を誓った。取り決めを記録した正式な文書は、6月15日、王国の大法官庁によって作成された。これがマグナ・カルタのオリジナルである。国法（The law of the land）がマグナ・カルタを表すための重要な言葉であり、王の気ままな意思に反対するものとなっている。
1215年のマグナ・カルタには、理論的に王の権力を制限する著名な条項として、61条の「保証条項」（security clause）が存在した。この条項は25名の諸侯の集団が、いつであっても実力で王に逆らうことを許すものであり、中世の封建社会の法的システムでは「差押さえ」（distraint）と呼ばれる一般的なものであったが、これ以前において王に対して適用されることはなかった。また、ジョン王も、この取り決めに本気で応じるつもりもなかった。1215年の夏から数か月がすぎても状況は進展せず、反乱諸侯と王およびその支持者たちとの間で戦争が始まった。

## 出来事

### 王太子ルイの招聘と歓迎
マグナ・カルタの承認問題に端を発したこの戦争は、イングランドの王座を巡る戦争へと変化する。造反諸侯は、戦力的な不利を打開すべく、フランスのフィリップ尊厳王の息子、王太子ルイに助けを求めた。この当時、ノルマン・コンクエストから150年ほどしかたっておらず、イングランドとフランスの関係は後々のような単純な敵対関係ではなかったのである。現代に残る史料、『ウェイバリーの年代記』は王太子ルイがイングランド侵攻のために招聘されたことについて、「外敵によって略奪されている王国を守るため」であった、という明確な表現をしている。
ルイは、1215年11月、ロンドンを防衛するために騎士による派遣団を送った。この時点において父親たるフランス王や教皇からの反対があったのにもかかわらず、彼はあからさまなこの「侵略行為」について同意していた。1216年5月21日、サネットの海岸防衛兵は水平線のかなたに帆影を発見し、翌日、ジョン王とその軍は、ルイの率いる侵略軍がケントの沿岸に上陸する様子を目にすることになった。ジョン王はサクソン人の中心であるウィンチェスターに逃亡することを決意したため、ルイはロンドンまでの行進についてほとんど抵抗を受けることがなかった。ロンドン入城後も目立った抵抗を受けることはなく、造反諸侯や市民達から公然と歓迎を受けた。ルイは戴冠こそしなかったが、大聖堂においてイングランド王位につくことを宣言した。スコットランド王のアレクザンダー2世を含む多くの貴族たちは、イングランド内の自分たちの財産を保持するために集まって、ルイに忠誠を誓った。
6月14日、ルイは、ウィンチェスターを攻略する。この時点でジョン王はすでに退避済みであった上にイングランドの半分以上を征服してしまったことになる。こうした流れを受けて、ジョン王の支持者のうち多くのものは、造反諸侯に鞍替えした。ジェラルド・オブ・ウェールズは、「狂気に満ちた奴隷的服従の時代は終わり、自由の時代がやってきた。イングランドの首は、くびきから解放されたのだ」と評している。

### 第一次ドーバー包囲
6月中旬までに、カンタベリーとロチェスターにあった王宮と、両都市、およびケントのほとんどは既にルイの手に落ちていたが、（もともとこの侵攻に反対であった）フランス王は息子がイングランド征服の鍵となるべきドーバーをまだ占拠していない事を嘲っていた。ルイはドーバー出兵の準備を始め、6月25日に進軍を開始する。優勢なルイの軍隊であったが、当時のドーバー城主であるヒューバード・ド・バーは、1205年、フランスのシノン城をめぐる戦いにおいて、フィリップ2世の軍を相手に、城を長期間上手く防衛した実績があった。
最初の包囲戦は7月19日に始まった。ルイは城の北門を防御上の弱点と見抜き、そこに兵力を集中させた。ルイの兵たちは外堡の土台を掘り進めて城門を倒してしまおうとしたが、ド・バーの兵は城壁への工作を巨大な材木を使って妨害し、ついに侵入者らを撃退することができた（ちなみに、包囲戦のあと弱点となった北門は封鎖され、その地域に地下道が造られ、さらに聖ヨハネの塔と新しい軍事総長の門とフィッツウィリアムの門が建設された）。包囲戦は約3か月続いたが、決定的な打撃を城に与える事はできず、攻城側の兵達も徐々に消耗してきた。そのうち、ルイが占拠していたケントで、ウィリアム・カッシンガムが率いるウィールド地方の弓手らが蜂起した為、10月14日、ルイは休戦を提案し、すぐにロンドンに戻った。

### ウィンザーとロチェスターの包囲戦
ウィンザー城とロチェスター城でも、それぞれ包囲戦が行われていた。ウィンザー城のロウアー・ワード（ウィンザー城の中庭部分。聖ジョージ聖堂に面している）は酷い損傷を受けたにもかかわらず、2ヶ月の包囲戦ののち体制派の騎士ら60名がまだ生き残っていた。（ヘンリー3世は、1216年になるとすぐに補修をさせた。さらにヘンリー3世は西側のカーテンウォールの防衛力も強化した（そのほとんどの部分は現存している）。この損傷は、30年近く前の1189年の時点における諸侯らの包囲攻撃でできていた可能性もある。
ジョン王は、1206年に115ポンドの費用を掛けてロチェスター城を修理させており、マグナ・カルタについての交渉をしている間に、ロチェスター城の先売権も有していた。だが、1215年5月、彼はカンタベリーの大司教であるステーブン・ラングトンen:Stephen Langtonに城の管理権を返還することを強要された。造反諸侯はウィリアム・ドビニー（en:William d'Aubigny (rebel)）が率いる軍を城に送り込み、その城主であったレジナルド・ド・コーンヒル（en:Reginald de Cornhill）は抵抗せず開城、以後は造反諸侯の手に落ちていた。1215年10月11日、この城を奪還すべく、ジョン王は自ら包囲戦を開始した。
造反諸侯ら籠城側はロンドンからの増援を期待していたが、ジョン王はその途中の経路であるメドウェー(en:Medway)に掛かる橋を焼き落として増援を遮断するべく、火船を出した。ロバート・フィッツウォルターは王の作戦を止めるため、橋をめざしつつ戦ったが、最終的に撃退されて退却した。また、彼はロチェスター大聖堂で略奪行為を行い、価値のあるもの全てを持ち出すと、聖堂を馬小屋に使った。こう言った行為はラングトンから批難されている。ジョン王軍は5台の攻城兵器を使用し、カーテンウォールの破壊に成功した。こうしてジョン王軍は11月初めに城壁を越えてロチェスター城中に侵入した。同様の戦術は、南東の塔の攻略などについて引き続き行われた。城の屋根は大きな支柱によって支えられていたが、これは木製であった。1215年11月25日にジョン王は、司法長官らに対して、「昼夜を問わず、可及的速やかによく太った40匹の豚を輸送するように。豚は食用に適さないものを送れ。この豚は、わが軍が城を燃やすのに使う」という手紙を送り 、取り寄せた豚から採った油を使って支柱と屋根を燃やしてしまった。造反軍は砦のクロス・ウォールの後ろまで撤退せざるをえなくなった。攻城中に捕虜となった造反軍兵のうち、少数のものは城を出ることを許されたが、ジョン王は見せしめに彼らの手足を切り落としている。
ロチェスター城包囲戦は11月30日まで続いた。最終的に城は、食料が尽きたことによって完全に陥落した。ジョン王は造反軍全員を絞首するつもりで、豚と絞首台の記念碑を作らせようとしたが、家臣のサヴァリ・ド・モレオンが説得し、造反者らへの絞首刑を思いとどまらせた。なぜなら、降伏したものを絞首刑に処してしまえば、ジョンが降伏した場合について“先例”ができてしまうからである（ただ実際には、以前ジョン王に仕えていたが寝返った弓手が1人だけ絞首刑に処されている）。捕らえられた造反軍兵は、コーフ城など王族が占拠していた城に閉じ込められた。この攻城戦について、バーンウェル修道院の歴史家 (Barnwell Priory) によれば、「あれほど激しい攻撃がなされ、また雄々しい抵抗がされた包囲戦を覚えている者は誰も生きていない。城に対して信頼を持っていたものは、ほとんどいなかった」と記録している。

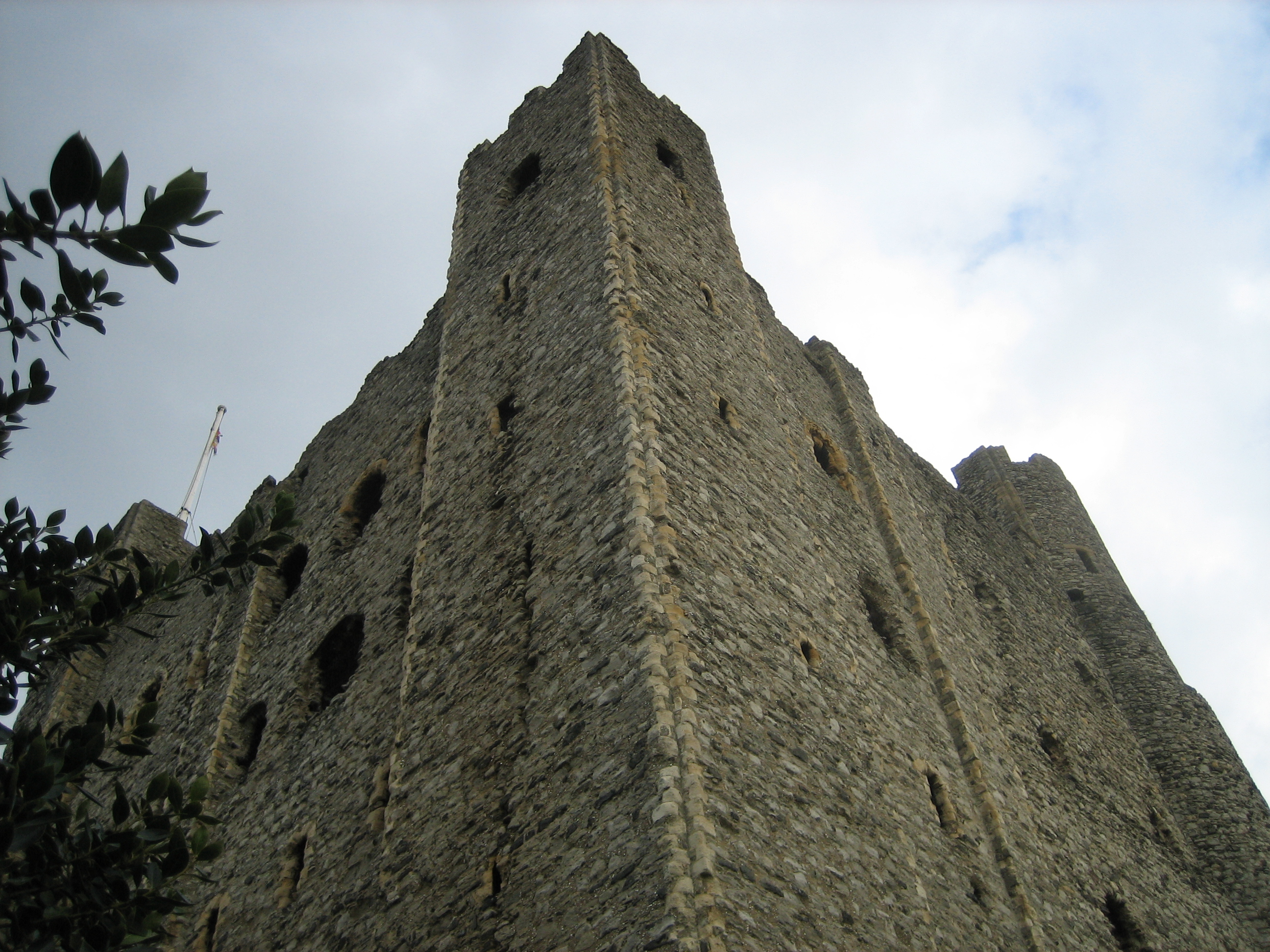
ロチェスター城。右側がラウンド・タワー。中央と左の2つがスクエア・タワー

翌年、ジョンが死去すると、破壊された城の修理はヘンリー3世が行うことになった。彼は1000ポンド以上を掛けて新しい厩舎と出入口を修復し、防衛力を強化するために水路に手を入れた。また、城壁内部の王族の住居の隣に新しい教会が建築された。現存する最も特筆すべき特徴は、新しい南東の塔である。これは最新の防衛的なデザインで作られており、投石などの飛び道具をこれまでより4分の3程度逸らせることができ、また土台を掘り下げて侵食させるのにたいして耐性がある（左の写真、要塞の右の隅を参照）

### ジョン王の死
ジョン王は、1216年10月18日、リンカンシャーにおいて死去し、彼の死とともに戦争をする理由もまたなくなってしまった。ルイは諸侯らの利益に対する警戒よりむしろ9歳になるジョン王の息子、ヘンリーを警戒しているようだった。ウィンチェスター司教のピエール・デ・ロッシュや多くの諸侯はイングランド王として戴冠した若きヘンリーの陣営に加わった。ロンドンはルイによって占拠されており、あたかも彼の治める政府が置かれているかのようであったため、ヘンリーの即位式に使用することができなかった。そこで諸侯は、1216年10月28日、ヘンリーをウィンチェスターのディヴァイザズ（en:Devizes）にある城からグロスター大聖堂に連れて行き、少数の参加者の前で教皇使節（en:Papal Legate）であるグアラ・ビッキエーリ(en:Guala Bicchieri)（1227年没。ヴェルチェッリの司教で、1216年～1218年の間、イングランドの教皇使節）の主宰で式が行われた。そのさい、ネックレスから作られた黄金のバンドを王冠として使用し、ヘンリーを王位につかせた。
1216年11月12日、ヘンリーの名前で再びマグナ・カルタが発行されたが、61条を含むいくつかの条項が削除されていた。改正された憲章は幼い王の摂政であるウィリアム・マーシャルによって署名された。多くの国は王太子ルイを承認したが、イングランドの南西部と中部はヘンリーの方を支持した。マーシャルは非常に尊敬される人物であり、彼は諸侯らに対して親の罪によってヘンリーを非難しないように説得をした。自身の利益に対する関心に助けられ、世論は少年から相続財産を奪うことに抵抗を感じた。さらにマーシャルは、自分とその他の摂政がマグナ・カルタを遵守することを約束し、教皇からの支持を得ることにも成功した。なお、この時点で教皇は王太子ルイを破門していた。

### ルイの失敗
ウィリアムは、徐々にルイの陣営から諸侯のほとんどを寝返らせ、ルイを攻撃させることに成功した。両陣営は約1年の戦争を継続した。1216年、ルイはハートフォード城を攻略したが、防衛に当たった騎士に対して馬と武具を持って立ち去ることを許した。12月下旬にバーカムステッド城を攻略したさいにも、国王派駐屯軍の名誉を重んじて、馬と武具を備えた上での撤退を許諾している。1217年の初めまで、ルイは再軍備のためにフランスに帰還するつもりであったが、南海岸に向かう途中でケント、サセックスで国王派との交戦を強いられた。南サセックスのルイスでは待ち伏せにあい兵力の一部を失ってしまい、残存兵力だけでウィンチェルシーに向かうもフランス艦隊の到着によって飢餓から救われることになった。
ドーバーでの休戦が結ばれると、ドーバー要塞は繰り返しルイがフランスとの連絡を取ることを妨害し、そのためにルイは第二の包囲攻撃をしようとドーバーに戻るために出航した。フランス軍の野営地は、ドーバー城のそとに作られた。これはウィリアム・カッシンガムの艦隊による増援が到着したさいの包囲軍が攻撃および火計を受ける可能性があること想定してのことであった。そしてルイはサンドウィッチに上陸することを強いられ、ドーバーまで陸路を進軍しなければならなかった。ルイは、1217年5月12日、本格的に第二次ドーバー包囲を開始した。だが、この包囲攻撃はウィリアム・マーシャル (初代ペンブルック伯)およびファルケ・ド・ブレントの攻撃と、1217年5月15日に親ルイ派の諸侯が大敗北を喫したリンカーン城での戦い（のちに第二次リンカーンの戦い、として知られるようになる）により、ルイ軍側の失敗に終わった。
ウィリアム・マーシャルは、次なるロンドンでの包囲戦についても準備をしていた。しかし、ルイはこのときドーバーでの戦い、ドーバー海峡におけるサンドイッチの戦いにおいてさらなる敗戦を喫したことに苦しんでいた。このときウィリアムの同盟者として戦ったドーバーのコンスタブルはヒューバート・ド・バーである。ユータス・ザ・モンク（en:Eustace the Monk）が率いるルイの新たな増援部隊は、すでに壊滅し、ルイはこれ以上の戦いを続けることができない状況にあった。

### 和平
1年半の戦争の後、造反諸侯のほとんどがルイ8世のもとから離脱したため、ルイ8世は1217年9月11日、ランベス条約に署名した。ルイはイングランド王位の請求を取り下げ、イングランド内の領地を放棄する代わりに対価を受け取り、フランスへ帰還した。条約において決められなかったことであるが、ルイは父であるフランス王を納得させるため、ヘンリーに対し彼の父たるジョンから勝ち取ったものを譲り渡した、と言われている。

## ルイ8世の王位
たとえばエドワード5世やエドワード8世のように、戴冠はしておらず単に布告だけしてイングランド王になった者は存在する。ルイ8世の場合、イングランドの大部分を占拠し、諸侯から王（イングランド王ルイス1世）であると承認されている。これはスコットランド王も同様である。これはルイ8世をイングランド君主一覧に加えてもかまわないという絶好の材料となるだろう。この見解はドキュメンタリー番組・『テリー・ジョーンズによる中世の生活』において裏づけされている。

## 資料
- Salter, Mike (2000). The Castles of Kent. Folly Publications, Malvern. ISBN 1-871731-43-7